# Acid Monkey
Acid Monkey è il quarto album dei BulletBoys, uscito nel 1995 per l'Etichetta discografica Swordholio Records.

## Tracce
1. Weazal – 2:28 (Bullet Boys)
2. Surf Dog – 2:49 (Bullet Boys)
3. Diss – 4:30 (Bullet Boys)
4. Thorn – 5:11 (Graf, Maguire)
5. Alien – 3:56 (Bullet Boys)
6. Toy – 3:24
7. Edit Peace/Terror Ride – 4:57 (Bullet Boys)
8. A.P. (Don McLean Cover) – 4:24 (McLean)

## Formazione
- Marq Torien - voce
- Thomas Pittam - chitarra
- Lonnie Vencent - basso, cori
- Jimmy D'Anda - batteria
- Robby Karras - batteria, cori